# Pavel Novotny
Pavel Novotný (sinh ngày 5 tháng 2 năm 1977, tên khai sinh Jaroslav Jirík, ngoài ra còn có một số tên gọi khác là Max Orloff, Jan Dvorak) là một nam diễn viên đóng phim khiêu dâm người Cộng hòa Séc. Anh chính thức xuất hiện trong làng giải trí khiêu dâm từ năm 1998 và chủ yếu hợp tác với hãng Bel Ami có trụ sở tại Bratislava, Slovakia và hãng Studio 2000 của Mỹ. Hiện tại, anh đã bí mật rút khỏi nghề diễn viên khiêu dâm và thông tin về cuộc sống riêng tư sau đó của anh không được tiết lộ.

## Sự nghiệp

### Các phim tiêu biểu
- 101 Men phần 4 (1998)
- Czech Point (1999)
- Prague Rising (2000)
- Team Play (2000)
- Prague Buddies 2 (2000)
- The Jan Dvorak Story (2001)
- High Sticking (2002)
- Bi the Blue Line (2002)
- Czech Firemen (2002)
- Under the Big Top (2003)
- Stranger In the City (2005)

## Đặc điểm diễn xuất
Pavel Novotny được coi là một trong những ngôi sao phim khiêu dâm nổi bật nhất của Cộng hòa Séc và có ảnh hưởng ở tầm quốc tế. Một trong những đặc điểm làm nên thành công của anh phải kể đến là ngoại hình đặc trưng cho người Slav Đông Âu. Pavel sở hữu một khuôn mặt đẹp trai với những đường nét vuông vức, khỏe khoắn, mũi cao và có phần hao hao giống một thiếu niên trong thời gian đầu đóng phim khiêu dâm nhưng về sau khuôn mặt anh thể hiện nhiều nét nam tính trưởng thành hơn. Trong phần lớn các phim của mình, Pavel đóng cảnh top, đưa dương vật vào hậu môn của đối tác.
Bộ phim quốc tế đầu tiên Pavel Novotny tham gia là Czech Point (1999). Trong phim này, Pavel Novotny và Ales Hanak là hai diễn viên người Séc duy nhất. Họ đóng vai hai người lính thuộc lực lượng đặc nhiệm của quân đội Séc sang học tập trong môi trường quân đội Mỹ và không hề biết tiếng Anh. Vị chỉ huy (do Chris Steel đóng) yêu cầu Pavel cởi bỏ quần áo để kiểm tra phát triển hình thể và sau đó hai người đã quan hệ tình dục ngay trong phòng chỉ huy. Trong Prague Rising (2000), Pavel cùng Ales Hanak lại diễn xuất cùng nhau và nhập vai những bóng ma ám trong ngôi nhà cổ ở Cộng hòa Séc. Sự đa dạng trong diễn xuất cũng là một thành công lớn của Pavel khi anh đóng nhiều cảnh top khác nhau với những vai trò như lính cứu hỏa (trong Czech Firemen) hay nhân viên khách sạn (The Jan Dvorak Story).